# マージービートで唄わせて
「マージービートで唄わせて」（マージービートでうたわせて）は、竹内まりやの11枚目のシングル。1984年8月25日にアルファ・ムーン（現・ワーナーミュージック・ジャパン）より発売された。
A・B面共にアルバム『VARIETY』からのシングル・カット。1989年9月10日にはオリジナル盤と同じ収録曲で8cmCDが発売された。

## 背景・制作
表題曲「マージービートで唄わせて」は、竹内が敬愛し人生に多大な影響を与えたというビートルズへの想いを込めて書かれたオマージュ・ソング。真夜中に突然メロディと歌詞が一緒に降りて来てあっという間に完成した楽曲で、ファンからの人気も高く、ライブが行われる際には毎回セットリストに組み込まれるなど、竹内の代表曲のひとつに数えられる楽曲となっている。
″マージービート″ とは、1960年代初頭にイギリスの工業地帯リバプール市近辺から発生したロックンロール系サウンドの呼称である。その名称は、発祥地であるリバプールを流れるマージー川から採られたもの。別名 ″リバプールサウンド″ とも呼ばれる。
B面曲「ふたりはステディ」は、年下のボーイフレンドとの恋愛をテーマにしたシャッフル・リズムの曲。シンセサイザー演奏は坂本龍一が、サックスソロはアーニー・ワッツが担当している。

## 収録曲
全作詞・作曲：竹内まりや / 編曲：山下達郎

### Side A
1. マージービートで唄わせて  –  (3:19)

### Side B
1. ふたりはステディ  –  (3:27)

## 参加ミュージシャン
マージービートで唄わせて
- 山下達郎 - Electric Guitar, 12 String Electric Guitar, Acoustic Guitar & Percussion
- 難波弘之 - Organ
- 伊藤広規 - Bass
- 上原裕 - Drums
- 竹内まりや - Organ Solo
- 伊藤銀次 - Background Vocals
- 杉真理 - Background Vocals
- 村田和人 - Background Vocals

ふたりはステディ
- 山下達郎 - Electric Guitar, 12 String Electric Guitar, Acoustic Guitar & Percussion
- 坂本龍一 - Synthesizer
- 伊藤広規 - Bass
- 青山純 - Drums
- 浜口茂外也 - Percussion
- 柳沼寛 - Alto Sax
- 村岡建 - Tenor Sax
- 淵野繁雄 - Tenor Sax
- 砂原俊三 - Baritone Sax
- Ernie Watts - Tenor Sax Solo

## 収録アルバム
マージービートで唄わせて
- VARIETY
- Impressions
- Expressions

ふたりはステディ
- VARIETY

## カバー
マージービートで唄わせて
- ルラル（マキシシングル「嗚呼、麗しのメリーさん」（2003年10月30日）に収録）[6]
- 岡田有希子（ファースト･コンサート 『恋はじめまして』1984年9月24日）

## 参考資料
- 『VARIETY』MOON RECORDS、2014年11月19日。
- 連載『シティポップ（再）入門』：竹内まりや『VARIETY』 - Real Sound